# Biała Masajka
Biała Masajka (niem. Die Weisse Massai) – niemiecki dramat filmowy z 2005 roku w reżyserii Hermine Huntgeburth. Film oparty jest na powieści autobiograficznej o tym samym tytule autorstwa Corinne Hofmann. W wersji filmowej zmieniono imiona postaci.

## Fabuła
Carola, Niemka mieszkająca w Szwajcarii, właścicielka sklepu z modnymi ubraniami, spędza wakacje w Kenii z narzeczonym. Poznaje masajskiego wojownika Lemaliana i z tego powodu zostaje sama w Afryce. Jedzie do wioski Lemaliana w hrabstwie Samburu w centralnej Kenii i wkrótce zamieszkuje z nim. Biorą ślub, rodzi się córka, Carola kupuje samochód i otwiera sklep. Jest jednak wykorzystywana finansowo przez znajomych męża. Nie podoba jej się zwyczaj obrzezania kobiet, wiara w czary, zazdrość u męża. W końcu po jego ataku szału wyjeżdża z Kenii z córką.